# 2023 год в театре
2023 год в театре

## События
- 8 февраля, Москва — в связи с антивоенной позицией Лии Ахеджаковой театр «Современник» снял с репертуара спектакль «Игра в джин», — последний спектакль, идущий с участием актрисы[1]. Директор театра Юрий Кравец сообщил Ахеджаковой, что «был вынужден» убрать постановку, поскольку его «завалили гневными письмами» в её адрес. Два дня спустя режиссёр Кирилл Серебренников запустил акцию «Письма для Лии», призвав писать актрисе письма поддержки — с тем, чтобы передать их не только ей, но и в дирекцию театра[2]. Месяц спустя актрисе было прислано более 15 тысяч электронных писем, они были распечатаны и переданы ей в Москве[3]. 10 марта Ахеджакова опубликовала в интернете открытое письмо, в котором простилась со сценой театра и поблагодарила людей за письма, которые она решила опубликовать отдельной книгой. 5 апреля актриса уволилась из театра по собственному желанию[4].

- 6 июня, Москва — Театр имени Станиславского и Немировича-Данченко отметил 75-летний юбилей балерины Маргариты Дроздовой спектаклем «Лебединое озеро» с участием Оксаны Кардаш, Ксении Рыжковой, Ксении Шевцовой и Ивана Михалёва[5][6].

### Фестивали и конкурсы
- 29 января — 5 февраля — в Лозанне (Швейцария) в 50-й раз прошёл балетный конкурс «Приз Лозанны». Председателем жюри в третий раз был Жан-Кристоф Майо[англ.], премия «За пожизненные заслуги» вручена Карлосу Акосте.
- 1 ноября — Международный день балета[англ.] празднует 10-летний юбилей.

## Деятели театра
- «Танцовщиком года» по версии журнала Dance Europe была объявлена Элиза Баденес (Штутгартский балет).

### Скончались
- 14 января, Москва — российская актриса театра и кино Инна Чурикова.
- 10 апреля, Ла-Сейн-сюр-Мер — французский балетмейстер Пьер Лакотт.
- 8 августа, Москва — российская артистка театра и кино, актриса Театра Сатиры Вера Васильева
- 8 августа, Москва — российская артистка театра и кино, актриса Театра им. Е. Б. Вахтангова Юлия Борисова.
- 27 августа, Москва — российская артистка балета и педагог, прима-балерина Большого театра Светлана Адырхаева.